# آنتون لوسنکو
آنتون لوسنکو (روسی: Антон Павлович Лосенко؛ 10 august [سبک قدیمی: 30 july] 1737 – 4 december [سبک قدیمی: 23 november] 1773 (aged 36)) نقاش اهل امپراتوری روسیه بود.